# Safir (equipo ciclista)
El equipo Safir, posteriormente conocido como Roland, fue un equipo ciclista belga que compitió profesionalmente entre el 1978 y el 1988.

## Principales resultados
- Burdeos-París: Herman Van Springel (1980, 1981)
- Gran Premio de Denain: Eddy Vanhaerens (1982)
- Gran Premio Pino Cerami: Ronny van Holen (1982)
- Gran Premio Raymond Impanis: Willem Peeters (1982)
- Gran Premio Jef Scherens: Ronny van Holen (1984)
- Nokere Koerse: Diederik Foubert (1985)
- Le Samyn: Ronny van Holen (1985)
- Cuatro Días de Dunkerque: Herman Frison (1987)
- Tour de Haut-Var: Luc Roosen (1988)
- Omloop Het Nieuwsblad: Ronny van Holen (1988)

### A las grandes vueltas
- Vuelta a España
  - 4 participación (1978, 1982, 1984, 1985)
  - 7 victoria de etapa:
    - 1 al 1978: Jean-Philippe Vandenbrande
    - 3 al 1982: Eddy Vanhaerens (2), Willy Sprangers
    - 3 al 1984: Jozef Lieckens (2), Michel Pollentier

- Tour de Francia
  - 1 participación (1987)
  - 1 victoria de etapa:
    - 1 al 1987: Herman Frison

- Giro de Italia
  - 2 participación (1981, 1987)
  - 0 victoria de etapa: